# Baron Bridges
Baron Bridges, of Headley in the County of Surrey and of Saint Nicholas at Wade in the County of Kent, ist ein erblicher britischer Adelstitel in der Peerage of the United Kingdom.
Familiensitz der Barone ist das Great House in Orford bei Woodbridge in Suffolk.

## Verleihung
Der Titel wurde am 4. Februar 1957 für Sir Edward Bridges geschaffen. Dieser war von 1938 bis 1948 Sekretär des britischen Kabinetts, später dann Staatssekretär im Finanzministerium und damit einer der wichtigsten Ministerialbeamten gewesen.

## Liste der Barone Bridges (1957)
- Edward Ettingdean Bridges, 1. Baron Bridges (1892–1969)
- Thomas Edward Bridges, 2. Baron Bridges (1927–2017)
- Mark Thomas Bridges, 3. Baron Bridges (* 1954)

Titelerbe (Heir Apparent) ist der Sohn des aktuellen Titelinhabers, Hon. Miles Edmund Farrer Bridges (* 1992).